# Довговойнилівська сільська рада
| Довговойнилівська сільська рада — орган місцевого самоврядування у Калуському районі Івано-Франківської області з адміністративним центром у с. Довгий Войнилів. Водоймища на території, підпорядкованій даній раді: річка Болохівка. Сільській раді підпорядковані населені пункти: - с. Довгий Войнилів |

## Склад ради
Рада складається з 16 депутатів та голови.

### Керівний склад ради
| ПІБ                           | Основні відомості                                                                             | Дата обрання | Дата звільнення |
| ----------------------------- | --------------------------------------------------------------------------------------------- | ------------ | --------------- |
| Бойчук Ольга Ярославівна      | Сільський голова, 1956 року народження, освіта, позапартійна                                  | 26.03.2006   | 31.10.2010      |
| Павловський Василь Степанович | Сільський голова, 1954 року народження, освіта, член Всеукраїнського об'єднання 'Батьківщина' | 31.10.2010   |                 |

Примітка: таблиця складена за даними джерела